# Henry Hemmendinger
Henry Hemmendinger (1 d'abril, 1915 – 16 d'agost, 2003) va ser un científic del color americà, eminent en l'estandardització i mesurament del color i pioner en la formulació computaritzada de colorants.

## Trajectòria acadèmica i científica
Henry Hemmendinger va estudiar la carrera de física a Harvard i es va doctorar en astrofísica a Princeton. Després de graduar-se, Hemmendinger es va unir a la Marina dels Estats Units i va treballar com a investigador de la guerra submarina durant la Segona Guerra Mundial. Durant el seu servei, va conèixer al seu futur soci Hugh Davidson. Després de la guerra, tots dos van treballar en física general a l'empresa General Aniline & Film Corporation, on es van interessar cada vegada més per la colorimetria i la teoria de color. La seva primera contribució al camp va ser el desenvolupament de l'Integrador Triestímul Automàtic, el primer dispositiu que permet el mesurament automàtic dels valors XYZ de l'espectre de color.

## Desenvolupament d'ordinadors combinadors de color
A l'any 1952, Hemmendinger i Davidson van deixar General Aniline & Film per formar la seva pròpia companyia, Davidson and Hemmendinger. El seu primer producte reeixit va ser una computadora analògica de mescla de colorants, COMIC. Presentada el 1958 com el primer sistema automatitzat de coincidència de colors. Hemmendinger també va avaluar els colors per als llibres de Munsell, i les seves contribucions encara s'utilitzen com a estàndards.
A l'any 1967, Hemmendinger i Davidson van desenvolupar COMIC II, una versió digital de la seva anterior computadora de coincidència de colors. Poc després d'això, la seva empresa va ser venuda a Kollmorgen i combinada amb els seus Laboratoris de Desenvolupament d'Instruments Macbeth. Hemmendinger va deixar Kollmorgen en 1970 i va formar el Laboratori de Color Hemmendinger, una empresa de consultoria especialitzada en estàndards colorimètrics i espectrofotométrics.

## Contribucions i Distincions
El treball de Hemmendinger en estandardització i mesurament del color, amb publicacions i recerques contínues durant més de quatre dècades, el van establir com un dels experts més destacats del món en colorimetria i ciència del color.
Amb freqüència, la seva companyia era l'única proveïdora nord-americana de materials de color calibrats utilitzats per avaluar instruments de mesurament de color.
Hemmendinger va rebre el premi Godlove Award del Consell de Color pel seu treball i com autoritat destacada del seu camp, era consultat sovint per l'Institut Nacional d'Estàndards i Tecnologia quan es requeria establir un consens.

### Publicacions destacades
- Hemmendinger, H.; Lambert, J. M. «The importance of chromaticity in the evaluation of whiteness». J. Am. Oil Chem. Soc., 30, 4, 4-1953. DOI: 10.1007/BF02640992.
- Ingle, G. W.; Stockton, F. D.; Hemmendinger, H.; Davidson, Hugh «Analytic Comparison of Color-Difference Equations». J. Opt. Soc. Am., 52, 9, 9-1962, pàg. 1075–1076. DOI: 10.1364/JOSA.52.001075.
- Hemmendinger, H.; Johnston, R. M. «A goniospectrophotemer for color measurements». COLOR, 3-1969.
- Hemmendinger, H. «The development of color-difference formulas». Journal of Paint Technology, 42, 542, 3-1970, pàg. 132–139.
- Hemmendinger, H. «Enhancement of chroma by the design of illuminants». Color Research and Application, 3, 2, Summer 1978, pàg. 89–92. DOI: 10.1002/col.5080030209.
- Hemmendinger, H. «The role of opponency in Twentieth Century colorimetry». Color Research and Application, 24, 1, 2-1999, pàg. 6–9. DOI: 10.1002/(SICI)1520-6378(199902)24:1<6::AID-COL4>3.0.CO;2-M.